# Tahvanansaari (ö i Kymmenedalen)
Tahvanansaari är en ö i Finland. Den ligger i Finska viken och i kommunen Vederlax i den ekonomiska regionen  Kotka-Fredrikshamn i landskapet Kymmenedalen, i den södra delen av landet. Ön ligger omkring 35 kilometer öster om Kotka och omkring 150 kilometer öster om Helsingfors.
Öns area är 2 hektar och dess största längd är 290 meter i nord-sydlig riktning.